# 山字級巡防艦

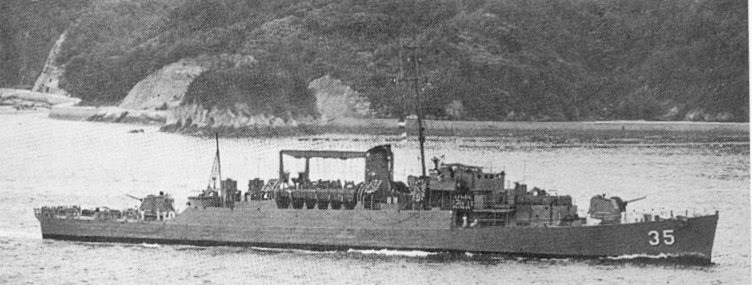
PF-35福山號，攝於1960年

山字號軍艦是中華民國海軍在八六海戰慘敗後向美國購入之軍艦，目前皆已除役。
山字號巡防艦的原型是在第二次世界大戰時期美國海軍為了保護運輸船隊而大量建造的的護航驅逐艦（Destroyer Escort，簡稱DE）。然而在第二次世界大戰太平洋島嶼的經驗發現，在某些地區進行快速運補或是小規模特戰兵力甚至是連級單位的運輸，傳統的運輸船並非如此適合；而被盟軍戲稱為「東京快車」的日軍運輸模式——以驅逐艦進行快速能力投射——反倒更加合適。
因此美軍將一部分的第一次世界大戰平甲板驅逐艦及護航驅逐艦拆除大部分武器，增加機械登陸小艇搭載設施，增設陸戰隊用艙室，換裝中口徑五吋炮強化岸轟支援能力，經過這類改裝的護航驅逐艦改名為快速運輸艦（High speed transport，是負擔運輸功能的驅逐艦，其軍用代號為APD）。美軍在二戰中將三級船隻改造成APD，共改裝了126艘。由一戰驅逐艦改造的APD在二戰後除役外，剩下的94艘APD大多在美軍服役到1960年代屆時退役。
中華民國海軍於1960年接收了2艘山字號驅逐艦，而後八六海戰失敗的壓力下為了彌補戰力，於1965年至1967年間大規模購入了10艘退役的美軍APD補強巡邏艦隊的作戰能力，最後山字號於海軍的總服役數量共12艘。
雖然統稱山字號，然而其中有查爾斯·勞倫斯級高速運輸艦（Charles Lawrence class high speed transports）與克羅斯利級高速運輸艦（Crosley class high speed transports）兩級不同款式；而海軍為了強化火力，回國前統一於艦尾加設一門五吋炮，故外觀上較難分辨兩級差異。而山字號服役的時間中華民國已經將國光計畫半放棄，因此對東南沿海偵巡滲透行動也較少進行，故山字號並未真正與中國人民解放軍海軍進行交火。1980年代後這批山字號大部分都降等減裝，1990年代臺海危機前後退役。少量的山字號在退役前曾加設海榭樹防空飛彈充當飛彈巡防艦使用，算是作為光華計畫系列艦交接前的墊檔配置。

## 同型艦
| 美國時期       | 美國時期                       | 美國時期 | 美國時期                   | 美國時期       | 中華民國時期 | 中華民國時期 | 中華民國時期 | 中華民國時期  | 中華民國時期   | 中華民國時期   | 中華民國時期                                                                                  |
| 艦名           | 艦級                           | 舷號     | 建造廠                     | 服役日期       | 艦名         | 舷號         | 艦級         | 移交日期      | 服役日期       | 除役日期       | 備註                                                                                          |
| -------------- | ------------------------------ | -------- | -------------------------- | -------------- | ------------ | ------------ | ------------ | ------------- | -------------- | -------------- | --------------------------------------------------------------------------------------------- |
| 天山號巡防艦   | Crosley                        | APD-134  | 密西根州丹佛造船廠         | 1945年6月12日  | 天山         | PF-815       | 天山級       | 1960年5月16日 | 1960年5月16日  | 1995年10月1日  |                                                                                               |
| Kinzer         | Crosley                        | APD-91   | 南卡羅萊納州查爾斯敦造船廠 | 1944年11月1日  | 玉山         | PF-832       | 天山級       | 1965年5月     | 1965年7月9日   | 1999年7月16日  |                                                                                               |
| Donald W. Wolf | Crosley                        | APD-129  | 麻州伯利恆造船廠           | 1945年4月13日  | 華山         | PF-833       | 天山級       | 1965年5月     | 1965年7月9日   | 1996年5月1日   | 海軍第三造船廠拆解                                                                            |
| Gantner        | 巴克利級護航驅逐艦(高速運輸艦) | APD-42   | 麻州伯利恆造船廠           | 1943年7月23日  | 文山         | PF-834       | 文山級       | 1966年3月15日 | 1966年12月22日 | 1996年12月16日 |                                                                                               |
| Truxtun        | Crosley                        | APD-98   | 南卡羅萊納州查爾斯敦造船廠 | 1944年7月9日   | 福山         | PF-835       | 天山級       | 1966年3月     | 1966年6月14日  | 1997年6月1日   |                                                                                               |
| 壽山號巡防艦   | Crosley                        | APD-120  | 麻州伯利恆造船廠           | 1944年10月18日 | 壽山         | PF-837       | 天山級       | 1966年        | 1966年6月14日  | 1997年3月16日  | 2000年10月18日空射靶船成為魚礁                                                                |
| Register       | Crosley                        | APD-92   | 南卡羅萊納州查爾斯敦造船廠 | 1945年1月11日  | 泰山         | PF-838       | 天山級       | 1965年5月     | 1967年1月21日  | 1996年10月1日  | 除役後停放於旗津                                                                              |
| Herndon        | Crosley                        | APD-121  | 麻州伯利恆造船廠           | 1944年11月3日  | 恆山         | PF-839       | 天山級       | 1966年9月     | 1967年1月21日  | 1973年8月1日   |                                                                                               |
| Bull           | Charles Lawrence               | APD-78   | 密西根州丹佛造船廠         | 1943年8月12日  | 廬山         | PF-836       | 文山級       | 1966年        | 1966年12月22日 | 1995年10月1日  | 船錨*1：新北市軍人忠靈祠、 船錨*1和車葉*1：大甲鐵砧山風景區-武器公園、 車葉*1：花蓮國軍忠靈祠 |
| Ingram         | Charles Lawrence               | APD-43   | 麻州伯利恆造船廠           | 1943年         | 岡山         | PF-842       | 文山級       | 1966年        | 1967年8月14日  | 1973年8月1日   |                                                                                               |
| Blessman       | Charles Lawrence               | APD-48   | 麻州伯利恆造船廠           | 1943年9月19日  | 鍾山         | PF-843       | 文山級       | 1967年        | 1967年8月14日  | 1995年10月1日  | 船錨*1：花蓮國軍忠靈祠、 船錨*1和車葉*1：宜蘭忠靈祀、 車葉*1：新北市軍人忠靈祠                |
| USS Schmitt    | Charles Lawrence               | APD-76   | 麻州伯利恆造船廠           | 1944年         | 龍山         | PF-844       | 文山級       | 1969年        | 1969年5月19日  | 1973年8月1日   |                                                                                               |
| Riley          | 勒德洛級護航驅逐艦             | DE-579   | 麻州伯利恆造船廠           | 1944年3月13日  | 太原         | PF-827       |              | 1968年7月10日 | 1968年7月10日  | 1997年5月16日  |                                                                                               |

## 外部連結
- 中華民國海軍官方網站
- 中國軍艦博物館